# Домашниха
Домашниха — деревня в Некрасовском районе Ярославской области. Входит в состав сельского поселения Красный Профинтерн.

## География
Находится в восточной части Ярославской области на расстоянии приблизительно 11 км на запад по прямой от административного центра района поселка Некрасовское в левобережной части района.

## История
В 1859 году здесь (деревня Ярославского уезда Ярославской губернии) было учтено 20 дворов, в 1898 — 24.

## Население
Численность населения: 114 человек (1859 год), 7 (русские 72 %) в 2002 году, 3 в 2010.